# フランス学
フランス学（ふらんすがく、仏蘭西学、旧字体：佛蘭󠄁西學）とは、日本におけるフランス語及びフランス語圏諸国（フランスなど）に関する学問・文化全般のこと。

## 概要
日本とフランスとの間には鎖国以前においてもほとんど交流がなかった。日本人の間でフランスの存在が意識されたのは、19世紀初頭のナポレオン・ボナパルトのヨーロッパ大陸制覇がきっかけであったとされている。1807年（文化4年）に長崎奉行から江戸幕府に対してフランス語学習の必要性に関する建白書が出され、翌年本木正栄ら6名の通詞がオランダ商館長ヘンドリック・ドゥーフからフランス語を学んだのが最初の事例とされている。だが、学問としてのフランス学の祖（「仏学始祖」）とされているのは、松代藩士村上英俊である。村上は独学でフランス語を学び、『三語便覧』（1854年（安政元年））・『洋学捷径仏英訓弁』（1855年（安政2年））・『五方通語』（1857年（安政4年））などの多くのフランス語辞書を編纂し、後に蕃書調所に出仕して『仏語明要』（1864年（元治元年））を編纂した他、中江兆民・林忠正などを育てた。だが、明治に入るとフランス留学者に押される形で不遇の晩年を送ったと言われている。
開国後の日本のフランス研究に大きな役割を果たしたのは、1859年（安政6年）に箱館に来航した宣教師のメルメ・ド・カションである。彼は同地に学校を開いていたが、幕府の役人である栗本鋤雲と知り合い、（1865年（慶応元年））に栗本がフランス公使レオン・ロッシュや小栗忠順とともに横浜仏語伝習所を創設した際に招聘された。伝習所には幕臣の子弟の中から優秀な者が集められ、その中でも特に成績の良い者には留学の機会が与えられた。特に1866年（慶応2年）のシャルル・シャノワーヌ、アルベール・シャルル・デュ・ブスケ、ジュール・ブリュネらフランスからの軍事顧問団の来日、徳川昭武のフランス訪問など、江戸幕府とフランスの関係が急速に親密化する中でフランス語の学習者・フランスへの留学者は急増した。
江戸幕府の崩壊は幕府主導によるフランス語教育の終焉を意味していた。だが、それはフランス語教育システムの再構築と語学以外のフランス研究の発展をもたらした。レオン・デュリー、ピエール・フーク、アルチュール・アリヴェなどの御雇外国人や箕作麟祥・中江兆民に代表される留学経験者によってフランス語教育が行われた。箕作麟祥はナポレオン法典を翻訳して『仏蘭西法律書』1874年（明治7年）を刊行し、中江兆民はルソーの思想を紹介した。また、法律顧問としてジョルジュ・ブスケやギュスターヴ・エミール・ボアソナード、かつて軍事顧問団の一員であったデュ・ブスケなども活躍している。特に司法省は当初、フランスの法体系の導入を目指していたために司法省法学校においてフランス語やフランス法の研究・教授が盛んに行われており、私立法律学校である東京法学校（現・法政大学）・明治法律学校（明治大学）・関西法律学校（関西大学）などではフランス系法学が教授された。法学における仏系法学派の優位は民法典論争まで続いた。また、変わったところでは、日本社会を風刺する絵を描いたジョルジュ・ビゴーがいる。彼も陸軍士官学校で画学を教えながら日本美術の研究を行っていた。その一方で、フランスへの留学者も増加し、特に芸術や文学、法律に関する知識を持って帰る者が多かった。代表的なところでは、黒田清輝や西園寺公望などが挙げられる。
20世紀に入る頃には、欧米との人的物的交流が盛んになり、フランス学も文学・美術・法律・政治・経済など細分化・専門化が進展していくことになる。